# Afrotis afraoides
Sisão-d'asa-branca ou abetarda-de-asa-branca (Afrotis afraoides) é uma espécie de ave da família Otididae.
Pode ser encontrada nos seguintes países: Angola, Botswana, Lesoto, Namíbia e África do Sul.